# Apamea scortea
Apamea scortea är en fjärilsart som beskrevs av Herrich-Schäffer 1852. Apamea scortea ingår i släktet Apamea och familjen nattflyn. Inga underarter finns listade i Catalogue of Life.